# 內海站 (愛知縣)
內海站（日语：／ Utsumi eki */?）是一個位於愛知縣知多郡南知多町內海，屬於名古屋鐵道知多新線的鐵路車站，是同線的總站。車站編號為KC24。南知多町的唯一一個鐵路車站，亦是名古屋鐵道最南端的車站。

## 車站結構
島式月台2面4線的高架車站，是站員配置站（6:00 - 20:00）。

### 月台配置
| 月台  | 路線     | 目的地                                   |
| ----- | -------- | ---------------------------------------- |
| 1 - 4 | 知多新線 | 知多半田、太田川、名古屋、犬山、津島方向 |

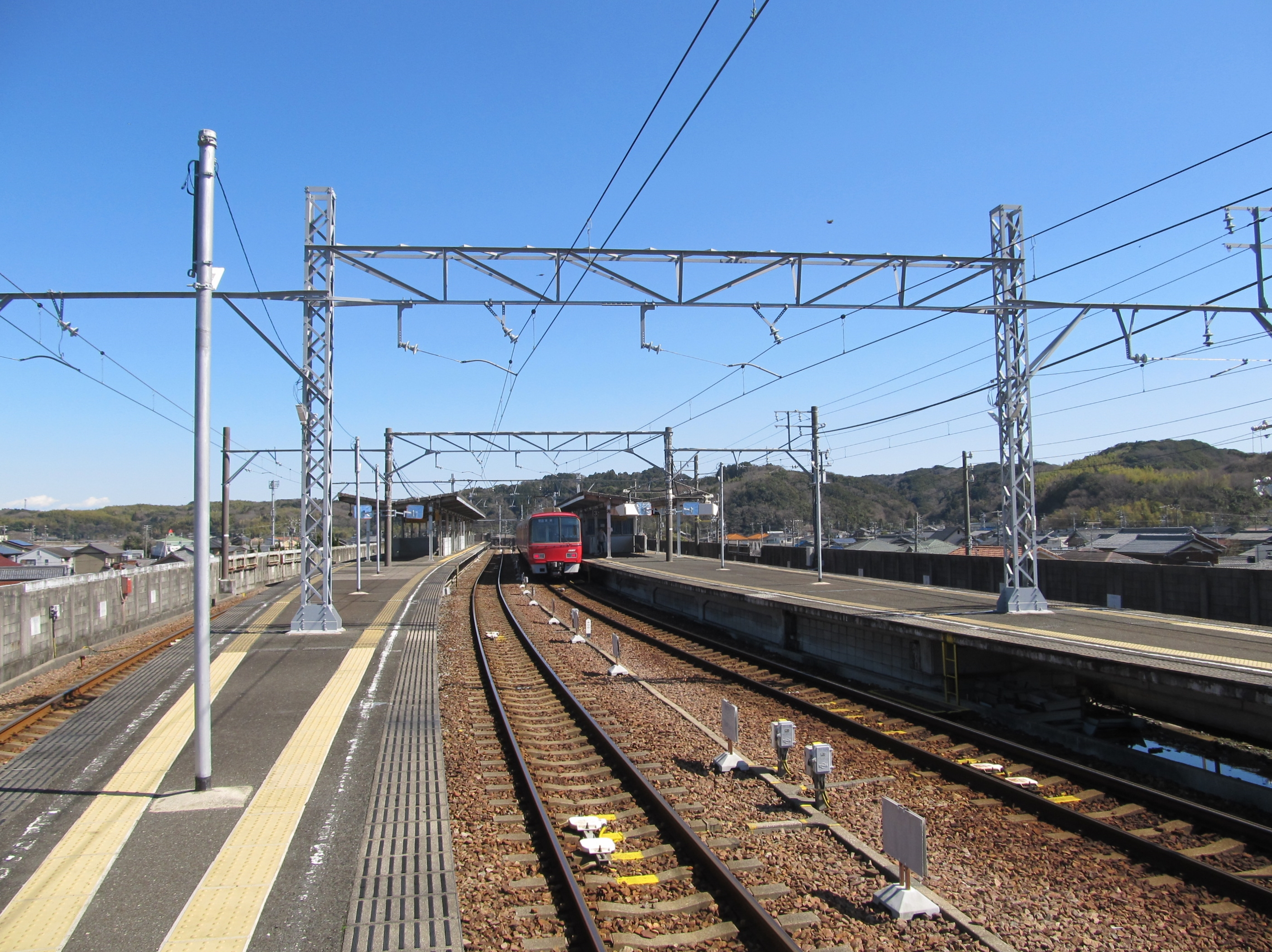
月台(2023年3月)
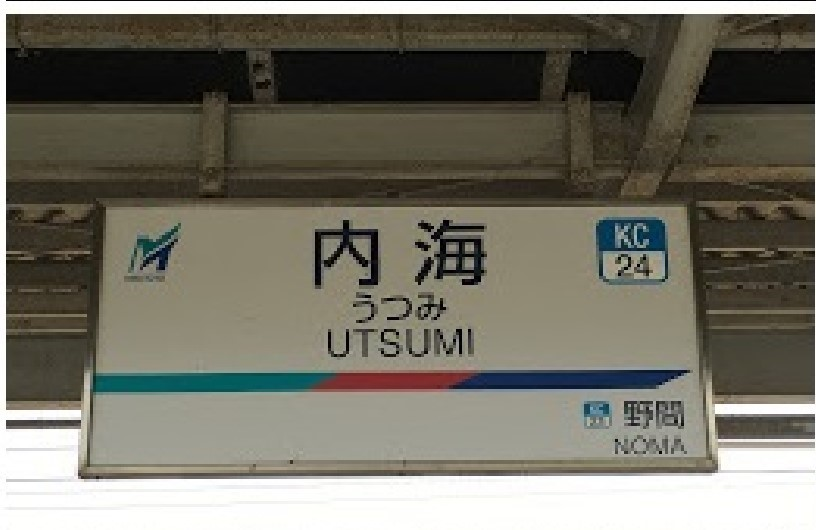
過去設置的行燈式列車資訊板

### 配線圖
| ← 富貴方向      | 名古屋鐵道 內海站 構內配線略圖 |  |
| 图例 参考文献： |                                |  |

## 相鄰車站
名古屋鐵道
 知多新線
■特急、□快速急行、■急行、■普通（以上至河和線知多武豐為止各站停車）
野間（KC23）－內海（KC24）

## 外部連結
- 內海 - 名古屋鐵道